# Ricardo Jafet
Ricardo Nami Jafet (São Paulo, 26 de novembro de 1907 — Cleveland, 18 de março de 1968) foi um advogado, banqueiro e industrial brasileiro. Formado em Direito pela Universidade Federal do Rio de Janeiro em 1930, fundou a empresa Mineiração Geral do Brasil para produção de minério; além da Usina Hidrelétrica de Transportes, para transportar cargas do Rio de Janeiro para São Paulo.
Durante o Governo Getúlio Vargas (1951-1954), foi eleito presidente do Banco do Brasil em 1951. Durante seu comando, divergiu-se com o ministro da Fazenda, Horácio Lafer devido a visão anti-inflacionária na política de expansão de crédito. Posteriormente, devido ao chamado "escândalo da Última Hora", envolvendo os empréstimos milionários de contratos de publicidade do Banco do Brasil para o  jornal Última Hora, criado em apoio ao Governo Vargas, Ricardo Jafet deixou a presidência do banco dois anos mais tarde.

## Biografia

### Formação profissional
Nascido em São Paulo e filho do empresário libanês Nami Jafet e de Afife Jafet, iniciou seus estudos Colégio Mackenzie, sendo bacharel em Direito na Universidade Federal do Rio de Janeiro em 1930. Seis anos depois, fundou a empresa Mineração Geral do Brasil, cuja função explorava jazidas de ferro, manganês, crômio, carvão e ouro. Além disso, também foi responsável pela criação da Usina Hidrelétrica de Mogi das Cruzes, a primeira fábrica produtora de tubos de aços da América Latina; e a Empresa Internacional de Transportes, criado para transportar cargas entre o Rio de Janeiro e São Paulo.

### Vida pública
Durante a campanha de Getúlio Vargas para a eleição presidencial no Brasil em 1950, no qual foi eleito, Jafet ajudou financeiramente, uma vez que foi cogitado a ocupar o cargo de Ministro da Fazenda – posteriormente ficaria com Horácio Lafer. Entretanto, no início do governo Vargas, foi nomeado presidente do Banco do Brasil, tomando posse em janeiro de 1951. Em fevereiro daquele ano, autorizou a formação de um inquérito para averiguar as operações ocorridas pelo banco, principalmente através da Carteira de Exportação e Importação, durante o Governo Eurico Dutra, entre 1946 a 1951. Esta comissão, que ficou no controle de Miguel Teixeira, verificou irregularidades envolvendo empréstimos para o Partido Social Democrático, comprovando os critérios políticos perante às operações financeiras.

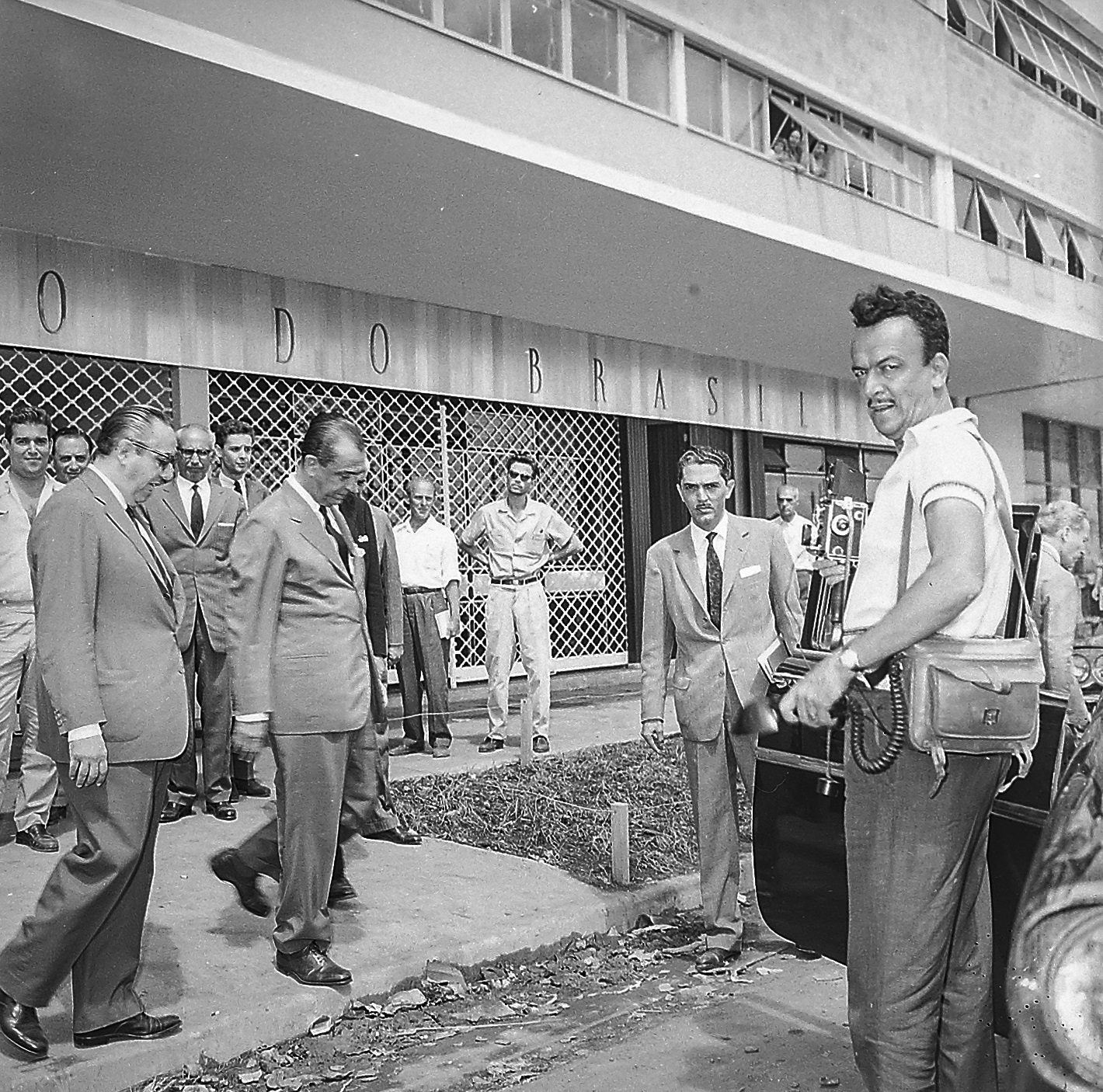
Ricardo Jafet foi presidente do Banco do Brasil no governo Vargas.

Visando uma política de expansão do crédito, Jafet divergiu-se com o ministro da Fazenda, este que defendia um modelo anti-inflacionário. Durante sua gestão, foi emitido 24 bilhões de cruzeiros, mais 15 bilhões com empréstimos, sendo um bilhão para a Usina Hidrelétrica de Moji das Cruzes. Nesta época, segundo John W. Foster, foi concedido empréstimos ligados a Getúlio Vargas, ocorrendo o enriquecimento de uma equipe que adquiria algodão com um preço menor para revendê-lo com um valor mais caro.
Em 1952, a oposição do governo começou a denunciar esta concessão de créditos ao periódico Última Hora, tendo Samuel Wainer como proprietário. Criado para demonstrar apoio o presidente, o Banco do Brasil concedeu 26 milhões de cruzeiros para Wainer, com intuito de adquirir materiais gráficos para realizar contratos publicitários. Esta campanha, posteriormente, seria intitulada "escândalo da Última Hora", transformando-se em um objeto político, razão pela crise na gestão de Vargas.
O empréstimo atribuído a Samuel Wainer, além da divergência de gestão do ministro Horácio Lafer, resultou na demissão de Ricardo Jafet na presidência do Banco do Brasil em janeiro de 1953, sendo substituído, de maneira interina, pelo general Anápio Gomes. Em abril daquele ano, foi montado uma Comissão Parlamentar de Inquérito (CPI) para investir a relação do episódio envolvendo o Banco do Brasil e o periódico Última Hora e, no ano seguinte, Jafet voltaria a ser criticado pelo jornal Tribuna da Imprensa, do jornalista Carlos Lacerda, realizando posições contrárias a Getúlio Vargas, Samuel Wainer e João Goulart. Em março de 1955, a Câmara dos Deputados averiguou, em sessão secreta, os dados do Banco do Brasil quanto às operações financeiras realizadas no comando de Jafet, sendo que, em maio daquele ano, voltaria a ser alvo de ataques da imprensa.

## Vida privada e morte
Após ocupar a chefia do Banco do Brasil, Ricardo Jafet não exerceu nenhum cargo público, isto é, optando-se em gerenciar suas empresas privadas como o Banco Cruzeiro do Sul, Fiação Jafet e Imobiliária Bom Pastor. Casado com Neli Maluf Jafet, irmã do político Paulo Maluf, faleceu em 19 de março de 1968 na cidade de Cleveland, nos Estados Unidos, aos sessenta anos de idade, devido a uma série de complicações de uma cirurgia cardíaca. Seu corpo foi enterrado no Cemitério da Consolação, em São Paulo.